# Municipio de Bowbells
El municipio de Bowbells (en inglés: Bowbells Township) es un municipio ubicado en el condado de Burke en el estado estadounidense de Dakota del Norte. En el año 2010 tenía una población de 42 habitantes y una densidad poblacional de 0,46 personas por km².

## Geografía
El municipio de Bowbells se encuentra ubicado en las coordenadas 48°45′24″N 102°12′26″O / 48.75667, -102.20722. Según la Oficina del Censo de los Estados Unidos, el municipio tiene una superficie total de 91.85 km², de la cual 90,94 km² corresponden a tierra firme y (0,99 %) 0,91 km² es agua.

## Demografía
Según el censo de 2010, había 42 personas residiendo en el municipio de Bowbells. La densidad de población era de 0,46 hab./km². De los 42 habitantes, el municipio de Bowbells estaba compuesto por el 100 % blancos. Del total de la población el 4,76 % eran hispanos o latinos de cualquier raza.